# ایچیرو سادو
ایچیرو سادو (انگلیسی: Ichiro Sado؛ زادهٔ ۵ فوریهٔ ۱۹۴۱) بازیکن هاکی روی چمن اهل ژاپن بود.